# Skonto stadions
Skonto stadions (lotyšsky Skonto stadions) je fotbalový stadion v Rize v Lotyšsku. Stadion o kapacitě 8 087 byl otevřen v roce 2000. Je druhým největším fotbalovým stadionem v zemi, větší je Daugavas stadions, který také stojí v Rize. Domácí zápasy zde hraje Riga FC. V těsném sousedství stojí Skonto Hall.